# Ian Woodall
Ian Woodall (nacido el 17 de agosto de 1956) es un montañista británico. Ha escalado el monte Everest en diversas ocasiones.
En 1996, Woodall dirigió la controvertida primera expedición sudafricana al Everest, en la que murió un miembro del grupo. La expedición llegó al campo IV, en el Collado Sur, -el último campo antes de la cumbre, y 923 m por debajo de ella- el 10 de mayo, pero no estuvo directamente implicada en el desastre que se produjo ese día. Tras la tragedia, la expedición regresó al campamento base y realizó un segundo intento tras unos días de descanso, logrando la cumbre el 28 de mayo. Woodall alcanzó la cima a las 10 de la mañana, otros cuatro miembros de la expedición lo habían hecho a las 11, pero Bruce Herrod se quedó rezagado y fue el último en llegar a la cima; desde allí, a las 5 de la tarde, habló con los demás por radio, pero nunca se volvió a saber de él. La expedición fue patrocinada por el periódico de Johannesburgo The Sunday Times, pero su apoyo a la expedición fue retirado posteriormente.
A finales de mayo de 1998, Woodall y su compañera de escalada, la sudafricana Cathy O'Dowd, estaban de nuevo en el Everest cuando se encontraron con Francys Arsentiev, medio inconsciente e incapaz de moverse de forma independiente. Suspendieron su propio intento de alcanzar la cumbre e intentaron ayudarla durante más de una hora, pero debido a su estado, el lugar y el frío finalmente se vieron obligados a abandonarla y comenzar a descender. Arsentiev murió más tarde en la montaña, sin que los alpinistas que la encontraron pudieran ayudarla.
En 2007 Woodall inició y dirigió una expedición, "The Tao of Everest", con el propósito de enterrar los cuerpos de Arsentiev y también del montañista conocido como Green Boots, que habían muerto durante el desastre del Everest de 1996.
El mal tiempo retrasó el intento, y el 23 de mayo de 2007, Woodall y Phuri Sherpa sólo pudieron recuperar el cuerpo de Arsentiev y, tras una breve ceremonia, dejarlo caer por la cara norte para que se uniera a los demás en su tumba de la montaña. Woodall y O'Dowd se casaron en 2001. Posteriormente se separaron, y Woodall vive ahora en el sureste de Inglaterra.

## Polémica en torno a la expedición de 1996
El periodista estadounidense Jon Krakauer, que formó parte de la expedición comercial al Everest del neozelandés Rob Hall en 1996, criticó duramente la personalidad y el comportamiento de Woodall en su exitoso libro Into Thin Air. Sus críticas a Woodall incluyen:
- Su carácter dictatorial y manipulador, que había provocado la dimisión de tres experimentados alpinistas sudafricanos: Edmund February, Andy de Klerk y Andy Hackland, y de la médico de la expedición, Charlotte Noble.[4]

- Mentir sobre sus credenciales de escalador antes de la expedición, ya que no tenía experiencia previa en picos de 8 000 metros.[5]

- Falsificó su servicio militar al afirmar que había estado al mando de la "Unidad de Reconocimiento de Montaña de Largo Alcance" (que nunca existió) del Ejército británico y que había sido instructor en la Real Academia Militar de Sandhurst; nada de lo cual era cierto,[5] aunque sí lo era el famoso Grupo de Largo Alcance en el Desierto de la Segunda Guerra Mundial, del que pudo haber tomado prestado el nombre.

- Insistió en que el miembro de la expedición Andy de Klerk, que tenía doble nacionalidad, entrara en Nepal con su pasaporte sudafricano o no se le permitiría participar en la expedición. Resultó que el propio Woodall ni siquiera tenía pasaporte sudafricano y, según de Klerk, "ni siquiera es ciudadano sudafricano, es británico y entró en Nepal con pasaporte británico".[6]

- Ante el escándalo internacional, Woodall desterró a Ken Vernon y Richard Shorey, dos reporteros del patrocinador de la expedición, The Sunday Times, cuya presencia y acompañamiento eran obligatorios como parte del contrato de patrocinio.[6] Woodall mantuvo más tarde un "intercambio escalofriante" con Ken Owen, redactor de The Sunday Times, que precipitó la retirada del apoyo del diario.[7]

- Se negó a coordinar el tráfico de montaña y a cooperar con otras expediciones para evitar atascos en la cresta de la cumbre, declarando: "Los sudafricanos irían a la cima cuando les diera la maldita gana, y al que no le gustara podía largarse".[8] Esto ocurrió probablemente el 10 de mayo, que era la fecha de cumbre compartida por Hall y Scott Fischer. Hall, Fischer y otras seis personas perdieron la vida durante la expedición, en gran parte debido a una serie de acontecimientos precipitados por un atasco en la montaña superior. Sin embargo, no hay pruebas de que la presencia del equipo sudafricano, directa o indirectamente, causara o agravara significativamente los problemas de tráfico de aquel día.

- Tras el desastre del 10 de mayo, Woodall se negó a prestar al angustiado equipo de Hall la potente radio de la expedición sudafricana para coordinar los esfuerzos de rescate, a pesar de ser consciente de que había gente muriendo.[9]